# Johannes Kahra

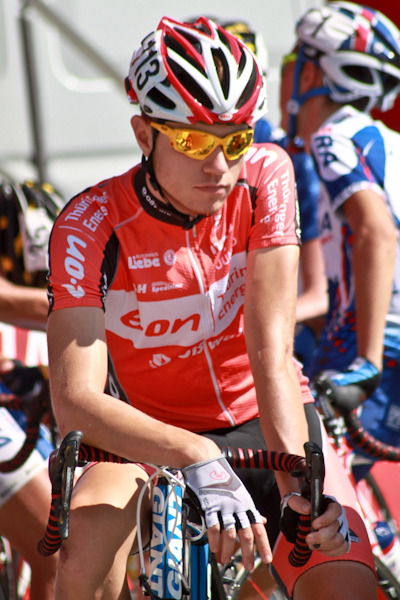
Johannes Kahra in 2011

Johannes Kahra (* 18. Juli 1990) ist ein ehemaliger deutscher Bahn- und Straßenradrennfahrer.
Johannes Kahra wurde 2008 deutscher Vizemeister im Einzelzeitfahren der Junioren. Auf der Bahn gewann er bei der Junioren-Europameisterschaft in Pruszków jeweils die Bronzemedaille in der Mannschafts- und in der Einerverfolgung. Ab 2011 fuhr Kahra für das Thüringer Energie Team. Im Sommer 2012 beendete er seine Radsport-Laufbahn, um eine Berufsausbildung zu beginnen.

## Erfolge – Bahn
2009
- Deutscher Meister – Mannschaftsverfolgung (mit Robert Bartko, Roger Kluge und Stefan Schäfer)

2010
- U23-Europameisterschaft – Mannschaftsverfolgung (mit Theo Reinhardt, Jakob Steigmiller und Lucas Liß)
- Deutscher Meister – Mannschaftsverfolgung (mit Robert Bartko, Henning Bommel und Stefan Schäfer)

## Teams
- 2009 LKT Team Brandenburg
- 2010 LKT Team Brandenburg
- 2011 Thüringer Energie Team
- 2012 Thüringer Energie Team (bis 31.07.)